# Mezőceked község
Mezőceked község (románul: Comuna Valea Largă) község Maros megyében, Romániában. Központja Mezőceked, beosztott falvai Frátaipatak, Grădini, Mălăești, Poduri (Maros megye), Uries, Valea Glodului, Valea Pădurii, Valea Șurii.

## Népessége
A 2011-es népszámlálás adatai alapján a község népessége 3098 fő volt.